# سانی‌زونا (آریزونا)
سانی‌زونا (به انگلیسی: Sunizona) یک منطقهٔ مسکونی در ایالات متحده آمریکا است که در آریزونا واقع شده‌است. سانی‌زونا ۲۱٫۹۷ کیلومتر مربع مساحت و ۲۴٬۵۳۵ نفر جمعیت دارد.